# Las Hercyński
Las Hercyński, lub Góry Hercyńskie (łac. Silva Hercynia lub Hercynius saltus) — w starożytności puszczańskie pasma górskie przecinające Europę na część północną i południową. 
W I w. n.e. nazwa gór została przeniesiona na puszcze górskie, zamykające od zachodu dorzecze Łaby. Według Eratostenesa z Cyreny (275 r. – 194 r. p.n.e.) Las ciągnął się od Alp po Don (łac. Tanais), od źródeł Dunaju aż po Karpaty. Przedłużeniem Silva Hercynia miały być Montes Riphaei. W późniejszej literaturze zwano go Lasem Czeskim, lub identyfikowano z Sudetami. Starożytna Scythia rozpościerała się pomiędzy Istrem, Tanaisem a Silva Hercynia. Borystenes miał wypływać z Silva Hercynia. 
Dla Cezara Las Hercyński stanowił północną granicę osadnictwa celtyckiego, która obejmowała Schwarzwald, Jurę Szwabską i Frankońską, na wschód od Renu – Las Czeski i Szumawę, na północy skręcał w stronę Fichtelgebirge (Smreczany) i Lasu Turyńskiego. Kraina ta prowadziła dalej w stronę Daków, którzy rozwijali swoją ekspansję na obszarze dzisiejszej Słowacji. W dziele De Bello Gallico, Juliusz Cezar pisze: "Las Hercyński rozpoczyna się na obszarze Helveti, Nemeti i Rauraci i rozciąga się wzdłuż Dunaju na obszar Dacji i Anartów".